# Vardøya
Vardøya is een eiland in de provincie Finnmark in het uiterste noordoosten van Noorwegen. Het eiland is deel van de gemeente Vardø. De gelijknamige stad ligt grotendeels op het eiland dat met een tunnel is verbonden met het vasteland.